# 斯捷利馬希夫卡
斯捷利馬希夫卡（羅馬化：Stelmakhivka）是烏克蘭東部盧甘斯克州斯瓦托韋區科洛梅奇哈市鎮内的村落。始建於1864年，面積4.25平方公里，海拔高度146米。2024年8月30日，俄罗斯国防部称占领该村。